# Église Saint-Laurent de Mouthier-Haute-Pierre
Pour les articles homonymes, voir Église Saint-Laurent et Saint-Laurent.
L’église Saint-Laurent de Mouthier-Haute-Pierre est une église située à Mouthier-Haute-Pierre dans le département français du Doubs.

## Histoire
L'église est construite en 1390 en limite du cimetière du prieuré, en remplacement d'une église préexistante. L'église est agrandie par deux fois au cours du XVIe siècle, notamment grâce aux dons du cardinal de Granvelle, devenu prieur du monastère : en 1521 et en 1542. La tour-clocher est achevée en 1581. L'église est remaniée en 1747.
L'église est inscrite au titre des monuments historiques le  8 juin 1926 et restaurée en 1957.

## Rattachement
L'église fait partie de la paroisse d'Ornans (dite paroisse du Haute Vallée de la Loue) qui est rattachée au diocèse de Besançon.

## Architecture
La tour-clocher, dont la flèche est en pierre de tuf de la région, culmine à 43 mètres. Elle est ornée de têtes sculptées et possède 4 clochetons avec sur chaque face des baies en tiers-point divisées par un meneau en deux lancettes.
La nef est en voûtes d'ogives gothiques.

## Mobilier
L'église Saint-Laurent possède un mobilier dont certains éléments sont protégés des monuments historiques. Parmi les plus notables, le retable du maître autel du XVIIe siècle classé à titre objet en 1916 ; la chaire à prêcher du XVIIe siècle est richement sculptée (symbole de papauté, feuilles d'acanthe, clés, etc.) et proviendrait de l'église Saint-Pierre de Mouthier, détruite à la Révolution. La chaire est classée à titre objet en 1916.
L'église possède également plusieurs tableaux classés à titre objet en 1982 parmi lesquels : un tableau représentant l'adoration des mages datant du XVIe siècle, un tableau représentant saint Blaise, saint Grégoire et sainte Agathe, un tableau représentant Notre Dame des sept douleurs du XVIe siècle.
Certaines sculptures sont également reconnues au patrimoine : des statues du Christ en croix, de la Vierge et de saint Jean, datant du XVe siècle qui formaient le calvaire, classés à titre objet en 1916, et une statue-reliquaire représentant la Vierge à l'enfant datée de 1669, exécutée par l'orfèvre Jean-Baptiste Thouverey, classée à titre objet en 1901.
Divers accessoires religieux (calices, plats à quêter, ostensoirs) sont également inscrits à titre objet en 2005.